# Krzywica (Mińsk)
Pour les articles homonymes, voir Krzywica.
Krzywica (prononciation : [kʂɨˈvit͡sa]) est un village polonais de la gmina de Siennica dans le powiat de Mińsk de la voïvodie de Mazovie dans le centre-est de la Pologne.
Il se situe à environ 4 kilomètres au nord de Siennica (siège de la gmina), 9 kilomètres au sud-est de Mińsk Mazowiecki (siège du powiat) et à 45 kilomètres à l'est de Varsovie (capitale de la Pologne).

## Histoire
De 1975 à 1998, le village appartenait administrativement à la voïvodie de Siedlce.